# Brunettia soror
Brunettia soror és una espècie d'insecte dípter pertanyent a la família dels psicòdids que es troba a la Melanèsia: Nova Caledònia.